# Panturrilha
A panturrilha (também chamadas de panturrilha, sura, batata ou barriga da perna, gêmeos ou coração venoso periférico) é uma proeminência muscular denominada tríceps sural, situada na face póstero-superior de cada uma das pernas, formada principalmente pelos músculos gastrocnêmio e sóleo. Também pode ser denominada de região gemelar. As pantorrilhas são inervadas pelo nervo tibial.